# Senyor Pimpam
El Senyor Pimpam és un personatge de ficció, amic de l'Espinet a la versió espanyola de Barri Sèsam, emesa per TVE durant els anys vuitanta, en la qual era interpretat per l'actor Alfonso Vallejo.
Era el personatge viatger de la sèrie. Afirmava que era amic del maharajà de Kapurthala, amb el qual emprenia aventures arreu del món, que exposava posteriorment en el barri de manera educativa.
L'espècie a la qual pertany el Senyor Pimpam és desconeguda. Hi ha qui diu que és una òliba, d'altres diuen que és un os o un mussol. En el programa no es va aclarir mai i el personatge no hi dona cap pista.

## Nom en català
El 1996, TVE va emetre per al Principat, doblats al català, els programes de la versió espanyola de Barri Sèsam. En la versió catalana, el personatge, anomenat originalment Don Pimpón, va ser batejat com a Senyor Pimpam.